# Vedvarende energi på Ærø
Vedvarende energi på Ærø er en plan, som Ærø Kommune har vedtaget for at understøtte en udvikling frem mod 100 % selvforsyning med vedvarende energi. Udvalget for Bæredygtig Energi har til formål at støtte og koordinere projekter inden for vedvarende energi på Ærø. Udvalget arbejder for, at Ærø bliver selvforsynende med vedvarende energi.

## Fjernvarmeanlæg
Ærø har tre fjernvarmeanlæg, i Marstal, Ærøskøbing og Rise. Marstal Fjernvarme har siden 1996 haft et stort termisk-solfangeranlæg. Solen stod dog kun for 15 % at forsyningen, mens den øvrige forsyning var baseret på spildolie. Anlægget blev i december 2002 udvidet med yderligere 10.000 m² solfangerpaneler, og solen stod herefter for 30 % af forsyningen. I 2012 blev det udvidet, så det nu har et solfangerareal på 33.360 m2 og kan dække omkring 50 % af varmeforsyningen i Marstal og Ommel med solvarme. Træflis, som på sigt kan produceres lokalt, supplerer solvarmen.
Ærøskøbing fik i 1998 et varmeværk baseret på 100 % vedvarende energi (halm og sol). Der kan veksles mellem udnyttelse af solvarme eller forbrænding af halm og træpiller.
Rise Fjernvarme blev etableret i 2001. 50 % af dette anlægs forsyning kommer fra solenergi, og de øvrige 50 % kommer fra træpiller. Den høje soludnyttelse er opnået ved brug af en varmtvands-lagertank.
Som følge af de opnåede resultater og energi-målsætningen er Ærø optaget i EU’s sammenslutning af ”100 samfund for 100 % vedvarende energi”.

## Vindmøller
I 1983 blev selskabet Ærø Vindenergi oprettet med det formål at etablere en vindmøllepark på Ærø. I 1985 kunne man indvie en vindmøllepark ved Rise Mark med 11 stk. 55 KW møller. Den nåede at være Danmarks største vindmøllepark i 14 dage. I 2001 erstattede tre nye store møller på hver 2 MW en de ældre møller. Ejerkredsen blev da udvidet til 500 lokale andelsejere. Tre nye vindmøller blev opsat i 2011, så der nu i alt er seks. De producerer årligt mere end øens samlede elforbrug (selvforsyningsgraden er omkring 120 %). 

## Elfærger
Elfærgeprojektet Green Ferry Vision har til formål at udvikle såvel design som forretningsmodel for en 100 % elektrisk konceptfærge. Designet har fokus på mindre til mellemstore færgeruter, f.eks. ø-ruter som Ærøs, samt sejlads på begrænset vanddybde i kystnære farvande. Ærø Kommune (som ejer Ærøfærgerne) er koordinator på ansøgningen og projektet. Den 29. januar 2015 gav EU positiv evaluering på en ansøgning om støtte på 125 mio. kr. til en eldrevet færge til Ærø. De endelige kontraktforhandlinger forventes afsluttet inden for tre måneder. Green Ferry Vision håber at den første elfærge kan være klar i løbet af 2017. Skibsingeniør Jens Kristensen, Marstal står for design og projektering. Søby Værft skal bygge færgen med batterier og eldrivdel fra det finske firma Visedo, der blandt andet er eksperter i elektriske skibsmotorer. Færgen vil efter en prøveperiode erstatte den nuværende færge M/F Skjoldnæs på Ærøruterne Søby-Faaborg og Søby-Fynshav. Færgen er bygget i lette materialer som eksempelvis glasfiber og bliver drevet af batterier og elmotor. Batterierne oplades af grøn strøm fra vindmøller. 
Elfærgen Ellen er en elektrisk drevet færge, som er planlagt til at sættes i drift i august 2019 mellem Søby på Ærø og Fynshav på Als. Færgen afløser M/F Skjoldnæs. Skroget til el-færgen kom  i oktober 2017 fra et værft i Stettin i Polen til Søby Værft, hvor cirka 60 medarbejdere i 2017 og 2018 var beskæftiget med at installere elmotorer fra det finske firma Visedo og med at aptere færgen.  Der står stadig Visedo på motorerne, men i færgens fire år lange projekttid er fabrikatet i mellemtiden blevet dansk. Det skete i  begyndelsen af 2018, da den finske virksomhed blev opkøbt af Danfoss. Færgen drives kun af batterier - uden en ekstra dieseldrevet nødgenerator.